# Hyalea pulchella
Hyalea pulchella là một loài thực vật có hoa trong họ Cúc. Loài này được (Ledeb.) K.Koch mô tả khoa học đầu tiên năm 1851.